# Izotiazolinonă
Izotiazolinona este un compus organic cu formula chimică (CH)2SN(H)CO. Este un solid alb, similar din punct de vedere structural cu izotiazolul. Compusul în sine este mai puțin utilizat, însă derivații acestuia sunt de interes pe post de conservanți și antimicrobieni.